# بود بروزکیه
بود بروزکیه (به لهستانی:  Budy Brodzkie) یک روستا در لهستان است که در گمینا بروده (استان اشوی‌داشکسیه) واقع شده‌است. بود بروزکیه ۱۵۷ نفر جمعیت دارد.